# Fredrikke Nielsen
Fredrikke Nielsen født Fredrikke Louise Jensen (5. juli 1837 i Haugesund - 7. juli 1912 i Bergen) var en norsk skuespillerinde, som opnåede stor popularitet og anerkendelse i Norge.
Nielsen var uægte datter af apoteker Ulrich Rostrup og Anna Grønhaug. Hendes far var ansat hos apoteker Lars Monrad i Bergen, hvor hendes mor var husholderske. Han forlod imidlertid moren før fødslen og rejste til USA, hvor han blev apoteker i New Orleans. Nielsen blev efter fødslen sat i pleje hos sin mors yngre søster på en gård nær Alvaldsnes. Hun betratragtede sin moster og onkel som sine forældre og lærte først sandheden om sine biologiske forældre at kende i ungdomsårene. Hun flyttede dernæst hjem til sin biologiske mor, som endnu var bosat i Bergen og havde giftet sig med en alkoholiseret hjulmager. Hendes biologiske far, som siden bosatte sig i Panama, nægtede imidlertid aldrig sin datters eksistens og vedblev at støtte hende økonomisk. Han besøgte hende endvidere i Bergen, da hun var blevet gift.
Nielsens skolegang var sporadisk, men hun lærte imidlertid basale kundskaber og tilegnede sig et dannet sprog, og bare 14 år gammel opptrådte hun i en statistrolle i Oehlenschlägers skuespil Axel og Valborg. Som skuespiller debuterede hun den 14. december 1853 i en lille rolle i skuespillet Hvor hun kan lyve, og året efter blev fastansat på teateret i Bergen, hvor hun blev en nær ven af forfatter Henrik Ibsen. I årene som fulgte, fortolkede hun særligt unge piger i deres første møde med livet og kærligheden. Hun spillede med en friskhed og en naiv ynde og indtog snart publikums hjerter. I 1854 og 1856 var hun gæsteskuespiller på teateret i Trondheim. I 1856 giftede hun sig med sin skuespillerkollega Harald Nielsen. Ibsen, som med årene betragtede Nielsen som sin muse, skrev et digt ved hendes bryllup.
Nielsen fik meget ros for sin tolkning af Inga i Bjørnstjerne Bjørnsons første drama Mellom Slagene og ikke mindst for rollen som Hjørdis i Ibsens Hærmændene paa Helgeland. Nogle år senere skrev Bjørnson til Harald Nielsen: “Med stemme i forhold til sin begavelse ville hun i visse henseender vært det største talent vår skuespillkunst har hatt.”
I 1861 blev ekteparet Nielsen tilknyttet Det norske Theater i Trondheim, og da Harald Nielsen dannede sit eget teaterselskab sammen med skuespiller Jacob Asmundsen 1865, blev Nielsen en af selskabets centrale skuespillere. Selskabet opløstes i 1870, og frem til 1876 optrådte hun bl.a. i Møllergadens Theater i Christiania og Kgl. Dramatiska Teatern i Stockholm.
I foråret 1876 blev Nielsen den nystartede Nationale Scenes primadonna. Ved åbningsforestillingen optrådte hun på ny som Hjørdis i Hærmændene paa Helgeland. Året efter, i månedsskiftet oktober-november 1877, fik hun spille den gribende Agnes rolle, ved opførelsen af Brands fjerde agt.
Nielsen havde siden Ibsens Kjærlighedens Komedie udgivelse i 1862 drømt om at spille Svanhild, måske fordi hun mente, at Ibsen havde brugt hende selv som model for rollen. Hennes skuffelse var enorm, da teaterchef Nils Wichstrøm i efteråret 1879 gav hende rollen som Svanhilds mor og lod den 16 år yngre skuespilerinde Sophie Reimers spille Svanhild. Dette kan have været en medvirkende årsag til, at hun da besluttede at forlade teateret for alltid. Fra efteråret 1879 deltog hun i religiøse møder hos metodistene i Bergen, og efter en dyb åndelig krise tilsluttede hun sig sammen med sin mand kirkens tro.
For datidens metodister var skuespill og teater en synd. Efter sin fortolkning af Marta Bernick i Samfundets Støtter den 17. juni 1880, satte Nielsen aldrig mere sine ben i et teater. Men som prædikant for metodistkirken tog hun sine erfaringer fra sin sin tid som skuespiller med sig på talerstolen og indledte gerne sine prædikener med at synge eller læse op fra kendte tekster fra norsk og dansk litteratur. Hun gennemførte til sin død adskillige missionsrejser i Skandinavien og i USA.
Da Fredrikke Nielsen døde i 1912, havde hun skrevet sine erindringer i et stort manuskript. Det blev antaget af Gyldendalske Boghandels norske afdeling, men en datter og en svigersøn krævede manuskriptet trukket tilbage af frygt for, at familien ville blive skandaliseret gennem Nielsen åbenhjertige beskrivelse af sin bakgrund. En kopi af første del af manuskriptet dukkede imidlertid op i USA i 1980. Her fortæller hun sin livshistorie frem til 1857, da Ulrik Rostrup pludselig dukkede op i Bergen for at møde sin datter og søge forsoning med hendes mor. Manuskriptet indeholder også værdifulde kulturhistoriske skildringer fra midten af 1800-tallet. Af stor interesse er det, som Nielsen kan fortælle om sit samarbejde og samvær med Ibsen.

## Eksterne links
- Store Norske Leksikon Arkiveret 25. november 2015 hos  Wayback Machine
- Willy Heggøy: Den skjønne Fredrikke. Mskr.